# ルックルックこんにちは
『ルックルックこんにちは』は、日本テレビ系列局ほかで放送されたワイドショー。製作局の日本テレビでは1979年4月2日から2001年3月30日までの22年間にわたって放送された。
正式名称は『ワイドショー・ルックルックこんにちは』で、末期は『ルックLOOK』を通称タイトルとしていた。さらに略して『ルック』。

## 番組の歩み
同番組開始前の日本テレビ系列の朝のワイドショー番組は、1969年10月より放送が開始された『奥さまハプニングサロン』を皮切りに『朝のワイドショー ○○と90分（○○には司会者の名前が入る）』、『あなたのワイドショー』、『ミセス&ミセス』と目まぐるしく変遷、朝の時間帯の抜本的な改編は積年の課題となっていた。その中で1979年、それまでは子供向け番組の時間だった午前7時台に、全国の各ネット局と中継回線で繋げていきながら番組を進めてゆくという異色の情報番組として『ズームイン!!朝!』を投入したのに続き、司会にまだ30代になったばかりだった沢田亜矢子を抜擢し、『ミセス&ミセス』で打ち出された「女性による、女性のための番組」という路線をさらに全面に押し出す形でスタートしたのが本番組であった。
曜日別コーナーは特色のあるコーナーが多かった。初期においては評論家の竹村健一による時事解説コーナー「竹村健一の世相講談」（1979年 - 1985年3月）や、レオタード姿のインストラクター・ジェニー中尾がエアロビクスをレクチャーする「アロービックダンシング」（1982年 - 1984年頃）などがあったが、コーナーは岸部シロー（当番組出演中の1990年代半ばに岸部四郎へ改名）が司会に就任した後にまもなく終了した。
また開始当初、元防衛省（当時は防衛庁）事務次官、評論家の海原治も時事解説を担当していたこともある。
名物コーナーは水曜日の「ドキュメント・女ののど自慢」（司会：なべおさみ → 夏木ゆたか）、木曜日の「突撃・隣の晩ごはん」（リポーター：ヨネスケ、その後も『ザ!情報ツウ』→『NNN Newsリアルタイム』→『おもいッきりDON!1155』→『DON!』及びBS日テレ『真麻のドドンパッ!』にて放送された）、『あなたのワイドショー』時代より続く金曜日の「テレビ三面記事」（『ウィークエンダー』を主婦向けの内容にした）、「涙のご対面」（『それは秘密です!!』の企画を受け継いだコーナー）など。
1984年9月に沢田が降板、同年10月からの後任には岸部が起用された。
1980年代後半から芸能スキャンダル・事件などを前面に押し出す内容に変更していき、番組冒頭から放送していた水曜日の「ドキュメント女ののど自慢」は、1990年代には番組後半に移動している。竹村健一降板後は、同時間帯に放送されていた『モーニングショー』『スーパーモーニング』（テレビ朝日系列）『モーニングEye』（TBS系列）とは違い政治・経済の話題はニュースコーナー以外、ほとんど取り上げなかった。
1993年12月31日まで出演者は手書きのテロップだったが、1994年1月4日からは午後の『ザ・ワイド』と同じくゴシック体のテロップを使用していた。
1995年10月6日からは、金曜10:30の30分再放送枠が廃枠されたのに伴い、金曜日のみ30分拡大して10:55までの放送となったが、1996年秋改編で10:30に『峰竜太のホンの昼メシ前』（月曜日 - 木曜日は10:30 - 11:25、金曜日のみ10:30 - 11:00）を設置するため、1996年10月以降の金曜日放送は元の10:25までに戻された。
年末については、曜日配列によっては大晦日まで放送（且つ11:25までの拡大版）していた。　　
1996年の年明けにスポーツ新聞に岸部の勇退説が出るも、プロデューサーの仲築間卓蔵がインタビューで否定すると同時に岸部がワイドショー司会最長記録であった小川宏の記録を更新することを目指していることを明かした。
しかし1998年4月6日、岸部は長年の事業や趣味への過剰な投資の付けが回り不渡り手形が発生。自己破産を申し立て、番組降板を日本テレビに申し出た。この事態を受けて日テレは慎重に検討した結果、「本人の全くの個人的な経済行為とはいえ、不渡り手形が発生した事態を極めて遺憾と考えるとともに、情報番組の性質に鑑みて司会者としての適格性を欠く」と判断して申出を受理。13年半司会を務めた本番組を降板することとなった。翌7日、スタジオに本人不在のままサブ司会だった笛吹雅子がこの降板理由と局からのコメントを説明する事態となった。この日から急遽3代目司会者として松永二三男（当時日本テレビアナウンサー、後にフリー）が就任した。岸部によると日本テレビから『ルックルック』の出演料（1998年3月23日 - 1998年4月6日放送分）の支払いと視聴者への挨拶を拒否されたことを明かしている。
2001年3月30日、新番組『レッツ!』に引き継ぐ形で22年の歴史に幕を閉じた。なお、岸部は歴代司会者として沢田・サブ司会だった米森麻美とともに最終回にゲスト出演した。末期においても視聴率1位を守っていたが、終了直前の2001年2月にフジテレビ『情報プレゼンター とくダネ!』にその座を譲った。
当番組の視聴者層は中年以上の主婦や高齢者向けだったが、終了後の『レッツ！』→『ザ!情報ツウ』→『スッキリ!!』→『DayDay.』は若い主婦や若年層なども視聴対象となっている。

### ネット局について
開始時間が8:30開始となったことで、本番組の放送時間に関しても1978年3月までの『ミセス&ミセス』以来となる同時ネットでの放送、9:30飛び乗りネットかつ55分の短縮版での放送となり、放送時間が振り分けられた。
本番組開始3か月後の1979年7月には静岡第一テレビ開局に伴い、静岡県民放送（後の静岡朝日テレビ、1979年6月までは日本テレビ系列とのクロスネット局）から放映権移行を受ける形で静岡県における放送が静岡県民放送での飛び乗りネットから静岡第一テレビでのフルネットに変更された。
本番組開始9か月後の1980年1月には、当時テレビ朝日系列とのクロスネット局だったテレビ岩手が、それまで放送していた『モーニングショー』を打ち切って、本番組の放送時間を飛び乗りネットから同時ネットに変更した。テレビ岩手にとっては1979年10月の『アフタヌーンショー』（テレビ朝日）打ち切り並びに『お昼のワイドショー』ネット開始に次ぐテレビ朝日系ワイドショーから日本テレビ系ワイドショーへのネット切り替えとなった。このケースはテレビ朝日制作平日朝のワイドショーをネットしていた系列局（日本テレビ系がメインのクロスネット局も含む）はもちろんのこと、テレビ朝日制作平日朝のワイドショーをネットしていたTBS系列局を含めてテレビ朝日系新局開局に伴わずにテレビ朝日制作平日朝のワイドショー自体を打ち切って本来の系列（クロスネット局に関してはメイン系列）の番組の同時ネットに切り替えた初のケースとなった。
1981年4月にはテレビ新潟開局に伴い新潟県における放送を開始し、同年10月には福島放送の開局に伴いフルネット局となった福島中央テレビが飛び乗りネットからフルネットへ変更され、1982年4月にはくまもと県民テレビ開局に伴い、熊本県における放送がそれまでの熊本放送（TBS系列）での飛び乗りネットからくまもと県民テレビでのフルネットへ変更され、1983年4月にはそれまで香川県のみをエリアとしていた西日本放送の岡山・香川の第二次電波相互乗り入れに伴い岡山県における放送を開始し、この時点で本番組のフルネット局は13局と増加していった。
1986年4月からは『朝の連続ドラマ』（読売テレビ製作）開始に伴い、読売テレビでは時差ネットに変更、それ以外のフルネット局でも時期により時差ネットを実施した（後述）。それと同時に9:30飛び乗りネット局はフルネット局の8時30分 - 9時25分に当たる部分の時差ネットに変更された。
1989年10月には『モーニングショー』を山陰放送（TBS系列）と2局同時放送していた日本海テレビが『モーニングショー』を打ち切って、本番組の放送時間を時差ネットから読売テレビとの同時ネットに変更した。
日本海テレビは、1972年9月の鳥取・島根の電波相互乗り入れ以降、『モーニングショー』の同時ネット並びにテレビ朝日系平日正午枠時差ネットを山陰放送と2局同時放送していたため、当該時間帯の日本海テレビの実質的な裏番組は『小川宏ショー』→『おはよう!ナイスデイ』などの山陰中央テレビ（フジテレビ系列）の番組のみであるなど、長年問題となっていた。
1989年4月に鳥取県の地元紙日本海新聞がこの問題を取り上げたことから、これを受けて日本海テレビは『モーニングショー』を打ち切って、本番組の放送時間を時差ネットから読売テレビとの同時ネットに変更した。
。また、テレビ朝日系新局開局に伴わずにテレビ朝日制作平日朝のワイドショー自体を打ち切って本来の系列（クロスネット局に関してはメイン系列）の番組の同時ネットに切り替えたケースは前述のテレビ岩手に続いて2例目となった。
1992年10月には秋田朝日放送の開局に伴い、秋田放送が放送時間を時差ネットから日本テレビとの同時ネットへ変更。またこの時期になると、日本テレビ系新局（テレビ金沢・長崎国際テレビ・鹿児島読売テレビ）開局や、『モーニングショー』→『スーパーモーニング』（テレビ朝日）のテレビ朝日系新局開局に伴う放映権移行で本番組を同時ネットで開始する系列局（青森放送・山形放送・テレビ信州・山口放送）が増加していく。
1994年1月には長年に亘り放送してきた『朝の連続ドラマ』終了と同時に『朝の連続ドラマ』を最後まで先行放送していた西日本のNNS系列4局が日本テレビとの同時ネットに再度移行された。同年4月にはそれまで金曜日のみ9:55までの放送となっていた青森放送が平日フルネットでの放送となり、鹿児島読売テレビ開局による鹿児島県におけるネット再開と合わせて平日における放送時間が完全に統一された。1994年4月1日、翌週から『ザ・ワイド』を放送するため、9:30飛び乗り放送をしていた北日本放送が打ち切りとなった。1995年3月には最後まで9:30飛び乗り放送を行っていた福井放送が本番組の飛び乗りネットを終了したのに伴い、NNS系列局における飛び乗り放送も廃止された。
1995年4月3日から、長年に亘り完全ローカルセールス枠だったものを、前半の30分のみネットワークセールス枠に移行した（この流れは2006年4月から当該枠で放送している『スッキリ』まで生かされており、9:00台前半にネットセールス枠を設けている）。同時に愛媛朝日テレビ開局に伴い、南海放送が同時ネットで放送を再開したと同時に、前述の飛び乗り放送廃止に伴い、2011年3月31日までの本枠（『レッツ!』→『ザ!情報ツウ』、2011年3月までの『スッキリ!!』も同様）はNNS23局での放送となった。

## 放送時間
| 1979.4.2   | 1986.4.18  | 8:30 - 10:25（115分） | （該当局無し）       | 9:30 - 10:25（55分） | （月曜日 - 木曜日と同じ） |
| 1986.4.21  | 1988.4.1   | 8:30 - 10:00（90分）  | 9:00 - 10:30（90分） | 9:30 - 10:25（55分） | （月曜日 - 木曜日と同じ） |
| 1988.4.4   | 1993.12.24 | 8:30 - 10:00（90分）  | 8:55 - 10:25（90分） | 9:30 - 10:25（55分） | （月曜日 - 木曜日と同じ） |
| 1993.12.27 | 1993.12.31 | 8:30 - 10:00（90分）  | （該当局無し）       | 9:30 - 10:25（55分） | （月曜日 - 木曜日と同じ） |
| 1994.1.4   | 1995.3.31  | 8:30 - 10:25（115分） | （該当局無し）       | 9:30 - 10:25（55分） | （月曜日 - 木曜日と同じ） |
| 1995.4.3   | 1995.9.29  | 8:30 - 10:25（115分） | （該当局無し）       | （放送終了）         | （月曜日 - 木曜日と同じ） |
| 1995.10.2  | 1996.9.27  | 8:30 - 10:25（115分） | （該当局無し）       | （放送終了）         | 8:30 - 10:55（145分）     |
| 1996.9.30  | 2001.3.30  | 8:30 - 10:25（115分） | （該当局無し）       | （放送終了）         | （月曜日 - 木曜日と同じ） |

## 出演者

### キャスター・ニュースコーナー
| 期間      | 期間       | キャスター              | キャスター   | 新聞コーナー     | ニュースコーナー | ニュースコーナー |
| 期間      | 期間       | メイン                  | アシスタント | 新聞コーナー     | 月曜 - 水曜      | 木曜・金曜       |
| --------- | ---------- | ----------------------- | ------------ | ---------------- | ---------------- | ---------------- |
| 1979.4.2  | 1984.9.28  | 沢田亜矢子              | （出演なし） | （コーナーなし） | （コーナーなし） | （コーナーなし） |
| 1984.10.1 | 1987.3.27  | 岸部シロー （岸部四郎） | （出演なし） | （コーナーなし） | （コーナーなし） | （コーナーなし） |
| 1987.3.30 | 1991.5.31  | 岸部シロー （岸部四郎） | 斉木かおり   | （コーナーなし） | （コーナーなし） | （コーナーなし） |
| 1991.6.3  | 1992.3.27  | 岸部シロー （岸部四郎） | 米森麻美     | （コーナーなし） | （コーナーなし） | （コーナーなし） |
| 1992.3.30 | 1993.3.26  | 岸部シロー （岸部四郎） | 米森麻美     | （コーナーなし） | 笹尾敬子         | 笹尾敬子         |
| 1993.3.29 | 1993.12.24 | 岸部シロー （岸部四郎） | 米森麻美     | （コーナーなし） | 笹尾敬子         | 石田昭彦         |
| 1994.1.4  | 1995.3.31  | 岸部シロー （岸部四郎） | 米森麻美     | 金子茂           | 笹尾敬子         | 石田昭彦         |
| 1995.4.3  | 1996.3.29  | 岸部シロー （岸部四郎） | 笛吹雅子     | 金子茂           | 笹尾敬子         | 石田昭彦         |
| 1996.4.1  | 1998.4.6   | 岸部シロー （岸部四郎） | 笛吹雅子     | 野口敦史         | 小栗泉           | 石田昭彦         |
| 1998.4.7  | 1998.6.26  | 松永二三男              | 笛吹雅子     | 野口敦史         | 小栗泉           | 石田昭彦         |
| 1998.6.29 | 1999.4.2   | 松永二三男              | 笛吹雅子     | 若林健治         | 小栗泉           | 石田昭彦         |
| 1999.4.5  | 1999.12.31 | 松永二三男              | 笛吹雅子     | 若林健治         | 小栗泉           | 高田元広         |
| 2000.1.4  | 2001.3.30  | 松永二三男              | 笛吹雅子     | 若林健治         | 高田元広         | 庭野めぐみ       |

### コーナー出演者・リポーター
- 竹村健一 ※世相講談司会
- 小池百合子※世相講談アシスタント
- 桂小金治※「涙のご対面」コーナー司会
- 桂朝丸→2代目桂ざこば
- 上岡龍太郎 ※短期間で降板
- 村野武憲
- ヨネスケ※「隣の晩ごはん」レポーター
- 稲川淳二※出演開始当初は事件レポーター。晩期は「お宅拝見」コーナーのみ出演。
- 山口良一
- 青空はるお
- なべおさみ※「女ののど自慢」司会（初代）
- 夏木ゆたか※「女ののど自慢」司会（2代目）
- 鬼沢慶一 ※TBS『3時にあいましょう』と兼務
- 大本恭敬
- 須藤甚一郎
- 桂雀々
- 井口成人
- 石山勝巳
- スイッチョン
- 服部恭子
- 井波ゆき子
- 大原その子
- 大橋照子
- 岡真奈美
- 小山田春樹
- さとう一声
- 城下尊之
- 高瀬みどり
- 千葉おさむ
- 横田砂選
- 柳亭楽輔
- たかとりじゅん
- 菅原やすのり
- 山田美保子
- 小倉智昭
- 阿部祐二[注 5]

## コーナー一覧
- 竹村健一の世相講談（平日）
- レンズポート!（月曜日）
- テレビ三面記事（金曜日）
- 涙のご対面（金曜日）
- 突撃!隣の晩ごはん（木曜日）
- ドキュメント女ののど自慢（水曜日）
- 稲川淳二の美人駅伝（火曜日）
- 稲川淳二のLet's豪邸（火曜日）
- レースガイド
- 貴女もトップレディ（水曜日）
- カップルクイズスイッチON!!（火曜日）
- 金曜テレゴング（1995年10月から1996年9月までの金曜10:25 - 10:55）
- 街のうわさ たしかめ隊

## 主なスタッフ

### 終了時点
- 構成：今上正義、小畑良浩、橋本敦司、上原銀河
- TM：鈴木康介
- TD：小宮佑一（以前は技術）、斉藤勝彦
- SW：武藤慶一
- カメラ：田口勝夫、茅野竜徳
- 音声：中村一男、中山貴晴
- 照明：共立照明
- 調整：山口考志、塩原和益
- 音効：黒金和夫
- 美術：栗原純二
- TK：地引節子、林たか子
- FM：岩崎龍司
- 突撃!隣の晩ごはん：トムスコ、貝塚英岐
- 制作協力：日本テレビエンタープライズ(1994年1月4日から。1993年まで番組の制作には大きく関わっていない）
- 美術協力：日本テレビアート
- ディレクター：倉田圭子、横山長生、河原克巳、飯干友樹、大久保健、横山裕康、水上啓、瀬霜猛夫、清水透、鈴木明彦、澤田浩一、堂阪重和、小林英丘、市原和歌子、小野祐司、町尻具宗、近藤守雄（近藤→以前は取材）、矢古宇茂
- デスク：戸倉一洋（以前は取材）、坂田亨、渡辺絵美
- チーフD：湯元敏浩（以前は取材）、大田貴史
- プロデューサー：高橋正弘、上野有子、尼崎昇
- チーフプロデューサー：林隆一郎
- 製作著作：日本テレビ

### 歴代のスタッフ
- 構成：中条原始、出口勝、島良輔、藤堂平助
- 技術：伊藤邦雄、市村晃一郎、鈴木進
- カメラ︰安藤康一
- 音声：田中勝己、酒井孝
- 調整：高橋一徳、八木一夫
- 美術：道勧英樹、渡邊俊孝、柳谷雅美、羽谷重信、高野豊
- 音効：杉山謙一郎、山口敏夫
- FM：山本真二
- ディレクター：森本規夫、稲葉豊子、氏田宏、岡田丞右、新美伯、渡辺正人、妹尾和夫、菊地茂広、五十嵐優、玉野一也、佐々木宏帆、中島幸一、久保田隆、中野克洋、前田伸一郎
- 総合ディレクター：上島基幸、油井禧成
- プロデューサー：大垣信良、小葉松愼、仲築間卓蔵
- 制作→チーフプロデューサー：横江川欣也→森岡正彦→齋藤三朗

## 番組ロゴ
- 初代:1979年4月 - 1998年10月
  - 目をモチーフにしたロゴ
  - 1995年3月まではローカルセールスだった兼ね合いでオープニングでのロゴ表示は提供クレジットと共に各局別に表示していた（『お昼のワイドショー→午後は○○おもいッきりテレビ』や『NNNニュースプラス1』等と同様）。
- 2代目:1998年10月 - 2001年3月
  - 番組のイメージ一新のため変更した。ルックLOOKの「ッ」の部分に目が描かれている（「こんにちは」は付かない）。

## 番組テーマ曲
| 歌手名/ユニット名 | 曲名                               | 使用期間        | 備考                                 |
| ----------------- | ---------------------------------- | --------------- | ------------------------------------ |
| アール・クルー    | リヴィング・インサイド・ユア・ラブ | 1979年 - 1984年 |                                      |
| アール・クルー    | ドック                             | 1984年 - 1986年 |                                      |
| 渡辺貞夫          | POGO                               | 1986年 - 1998年 | アルバム「GOOD TIME FOR LOVE」に収録 |
| THESQUARE         | KISS                               | 1998年 - 2001年 | アルバム「YES,NO.」に収録            |

## 放映ネット局
※系列は放送終了（途中打ち切りは打ち切り時）のもの。太字はネットワークセールス化された1995年4月以降のネット局（後継番組の『レッツ!』・『ザ!情報ツウ』・2011年3月31日までの『スッキリ!!』も同様）。◎は一時期読売テレビと同一の編成をしていた系列局。○は『モーニングショー』→『スーパーモーニング』（テレビ朝日）から本番組の同時ネットに切り替えた系列局。
| 放送対象地域  | 放送局             | 系列                          | ネット形態 | 備考 |
| ------------- | ------------------ | ----------------------------- | --- | --- |
| 関東広域圏    | 日本テレビ         | 日本テレビ系列                | 制作局 | |
| 北海道        | 札幌テレビ         | 日本テレビ系列                | 日本テレビと同一編成 | |
| 青森県        | 青森放送           | 日本テレビ系列                | 日本テレビと同一編成 | ○1991年10月よりネット開始 1994年1月から3月までの金曜日は自社制作番組『金曜ワイドあおもり』放送のため 9:55で飛び降り                                            |
| 岩手県        | テレビ岩手         | 日本テレビ系列                | 飛び乗り放送 →1980年1月より日本テレビと同一編成 →1986年10月20日より読売テレビと同一編成 →1987年10月5日より日本テレビと同一編成  | ◎○1980年3月まではテレビ朝日系列とのクロスネット局 |
| 宮城県        | ミヤギテレビ       | 日本テレビ系列                | 日本テレビと同一編成 →1986年10月20日より読売テレビと同一編成 →1987年10月5日より日本テレビと同一編成                             | ◎ |
| 秋田県        | 秋田放送           | 日本テレビ系列                | 飛び乗り放送→時差放送 →1992年10月より日本テレビと同一編成                                                                       | ○ |
| 山形県        | 山形放送           | 日本テレビ系列                | 飛び乗り放送 →一時期打ち切り →1993年4月より日本テレビと同一編成                                                                 | ○1980年4月から1993年3月まではテレビ朝日系列とのクロスネット局                                                                                                  |
| 福島県        | 福島中央テレビ     | 日本テレビ系列                | 飛び乗り放送 →1981年10月より日本テレビと同一編成 →1986年10月20日より読売テレビと同一編成 →1987年10月5日より日本テレビと同一編成 | ◎○1981年9月まではテレビ朝日系列とのクロスネット局 |
| 山梨県        | 山梨放送           | 日本テレビ系列                | 飛び乗り放送 | 1980年代に打ち切り |
| 新潟県        | テレビ新潟         | 日本テレビ系列                | 日本テレビと同一編成 →1986年10月20日より読売テレビと同一編成 →1987年10月5日より日本テレビと同一編成                             | ◎1981年3月25日のサービス放送開始から |
| 長野県        | 信越放送           | TBS系列                       | 飛び乗り放送 | 1980年9月まで |
| 長野県        | テレビ信州         | 日本テレビ系列                | 飛び乗り放送→時差放送 →1991年4月1日より日本テレビと同一編成                                                                     | ○1980年10月開局から 1991年3月まではテレビ朝日系列とのクロスネット局（NNS非加盟）                                                                               |
| 静岡県        | 静岡県民放送       | 日本テレビ系列 テレビ朝日系列 | 飛び乗り放送 | 後の静岡朝日テレビ 1979年6月29日まで（NNS非加盟） |
| 静岡県        | 静岡第一テレビ     | 日本テレビ系列                | 日本テレビと同一編成 →1987年4月6日より読売テレビと同一編成 →1988年4月4日より日本テレビと同一編成                                | ◎1979年7月開局から 1987年4月6日 - 1988年4月1日は9:00 - の時差放送                                                                                              |
| 富山県        | 北日本放送         | 日本テレビ系列                | 飛び乗り放送→時差放送→飛び乗り放送                                                                                              | 1994年4月1日打ち切り 1995年9月6日放送は坂本弁護士一家殺人事件遺体捜索の中継のため1日限り放送した                                                               |
| 石川県        | テレビ金沢         | 日本テレビ系列                | 日本テレビと同一編成 | サービス放送期間中の1990年3月26日から |
| 福井県        | 福井放送           | 日本テレビ系列                | 飛び乗り放送→時差放送→飛び乗り放送                                                                                              | 1995年3月打ち切り 1989年3月までは日本テレビ系単独加盟局 |
| 中京広域圏    | 中京テレビ         | 日本テレビ系列                | 日本テレビと同一編成 →1986年10月20日より読売テレビと同一編成 →1988年4月4日より日本テレビと同一編成                              | ◎1986年10月20日 - 1988年3月24日は9:00 - 、 1988年4月4日より8:30 -                                                                                              |
| 近畿広域圏    | 読売テレビ         | 日本テレビ系列                | 日本テレビと同一編成 →1986年4月21日より時差放送 →1994年1月4日より日本テレビと同一編成                                           | ◎1986年4月から1993年12月まで『朝の連続ドラマ』を8:30 - 8:55で放送していたため、 1986年4月21日 - 1988年3月21日は9:00 - 、 1988年4月4日 - 1993年12月24日は8:55 - |
| 鳥取県 島根県 | 日本海テレビ       | 日本テレビ系列                | 飛び乗り放送→時差放送 →1989年10月2日より読売テレビと同一編成 →1993年11月1日より日本テレビと同一編成                             | ◎○ |
| 広島県        | 広島テレビ         | 日本テレビ系列                | 日本テレビと同一編成 →1986年10月20日より読売テレビと同一編成 →1993年12月27日より日本テレビと同一編成                            | ◎1986年10月20日 - 1988年4月1日は9:00 - 、 1988年4月4日 - は8:55 -                                                                                              |
| 山口県        | 山口放送           | 日本テレビ系列                | 飛び乗り放送 →一時期打ち切り →1993年10月より日本テレビと同一編成                                                                | ○1993年9月まではテレビ朝日系列とのクロスネット局 |
| 徳島県        | 四国放送           | 日本テレビ系列                | 飛び乗り放送 | 1980年代打ち切り |
| 香川県 岡山県 | 西日本放送         | 日本テレビ系列                | 日本テレビと同一編成 →1988年10月2日より読売テレビと同一編成 →1993年12月27日より日本テレビと同一編成                             | ◎ |
| 愛媛県        | 南海放送           | 日本テレビ系列                | 飛び乗り放送 →一時期打ち切り →1995年4月より同時ネット                                                                           | ○ |
| 高知県        | 高知放送           | 日本テレビ系列                | 飛び乗り放送→時差放送 | 1993年3月打ち切り |
| 福岡県        | 福岡放送           | 日本テレビ系列                | 日本テレビと同一編成 →1986年10月20日より読売テレビと同一編成 →1993年3月29日より日本テレビと同一編成                             | ◎1986年10月20日 - 1988年4月1日は9:00 - 、 1988年4月4日 - 1993年3月26日は8:55 - 、 1993年3月29日 - は8:30 -                                                     |
| 長崎県        | 長崎放送           | TBS系列                       | 飛び乗り放送 | 1982年に自社制作番組開始に伴い打ち切り |
| 長崎県        | 長崎国際テレビ     | 日本テレビ系列                | 読売テレビと同一編成 →1993年10月4日から日本テレビと同一編成                                                                     | ◎1991年3月25日（サービス放送期間中）から |
| 熊本県        | 熊本放送           | TBS系列                       | 飛び乗り放送 | 1982年2月26日打ち切り |
| 熊本県        | くまもと県民テレビ | 日本テレビ系列                | 日本テレビと同一編成 →1986年10月20日より読売テレビと同一編成 →1993年12月27日より日本テレビと同一編成                            | ◎1982年3月29日のサービス放送開始から 1986年10月20日 - 1988年4月1日は9:00 - 、 1988年4月4日 - は8:55 -                                                          |
| 大分県        | 大分放送           | TBS系列                       | 飛び乗り放送 | 1980年代後半に打ち切り |
| 宮崎県        | 宮崎放送           | TBS系列                       | 飛び乗り放送 | 1984年10月に自社制作番組開始に伴い打ち切り |
| 鹿児島県      | 南日本放送         | TBS系列                       | 飛び乗り放送 | 1982年9月30日打ち切り |
| 鹿児島県      | 鹿児島読売テレビ   | 日本テレビ系列                | 同時ネット | 1994年3月25日（サービス放送期間中）から |
| 沖縄県        | 琉球放送           | TBS系列                       | 飛び乗り放送→時差放送 | 1993年3月打ち切り |

### ネット局に関する備考
- 飛び乗り放送→時差放送→飛び乗り放送の局では、8:30 - 9:30にテレビ朝日製作の『モーニングショー』（北日本放送と福井放送は1993年4月から『スーパーモーニング』を9:30飛び降り）を放送し、9:30 - 10:25に放送していた（いずれもJST）。そのため、時差放送から同時ネットに変更したり、一時打ち切り後同時ネットで放送再開した局は『モーニングショー』を打ち切って本番組の同時ネットに変更したテレビ岩手と日本海テレビ、1993年4月の山形テレビのフジテレビ系列からテレビ朝日系列へのネットチェンジに伴うフジテレビ製作『おはよう!ナイスデイ』から『モーニングショー』への切り替えに伴い、本番組のネットを同時ネットで再開した山形放送を除いて、全てテレビ朝日系新局開局に伴う『モーニングショー』→『スーパーモーニング』をテレビ朝日系新局へ放映権移行の上で本番組の同時ネットになっている。なお、北日本放送は1994年3月に、福井放送は1995年3月にそれぞれ『スーパーモーニング』の9:55終了化に伴い飛び乗りネット打ち切りとなっている。
- 1996年夏 - 2000年9月にスカイパーフェクTVの「CS★日テレ」でも一部フィラー映像を挟んで放送されていた。
- 中京テレビや読売テレビは、夏休み期間や冬休み期間は途中で飛び降りか休止してアニメの再放送（読売テレビは「アニメだいすき!」）を放送したことがある。広島テレビも学校の長期休暇期間や祝祭日に休止してバラエティ番組（『木曜スペシャル』など）の再放送を編成したことがあった。

## 読売テレビ制作「朝の連続ドラマ」放送による「ルック」の編成状況
上記の通り、1986年4月から1993年12月にかけて、読売テレビが『朝の連続ドラマ』（以下「ytv帯ドラマ」）を制作・放送していた（この間は「ルック」の放送時間も115分から90分に短縮された）。また、平日8:30 - 10:25のNNSネットセールス枠について、日本テレビと同一の編成とする局と読売テレビと同一の編成とする局に分かれていた（放映ネット局の節で「日本テレビと同一編成」もしくは「読売テレビと同一編成」と記述しているネット局）。太字は当該番組制作局と同時ネットとなった番組とその放送時間。時期により編成が異なる局については、期間が長い方に記載。

### 日本テレビと同一の編成としていた局
- 「ルック」8:30 - 10:00（同時ネット）・「ytv帯ドラマ」10:00 - 10:25（時差ネット）[注 13][注 14]

| 放送対象地域 | 放送局         | 備考 |
| ------------ | -------------- | --- |
| 関東広域圏   | 日本テレビ     | 「ルック」制作局 |
| 北海道       | 札幌テレビ     | |
| 青森県       | 青森放送       | 1991年10月から 日本テレビとの同一編成は月曜日 - 木曜日のみ 金曜日は『金曜ワイドあおもり』の直後枠にドラマを放送していたが、後に枠を反転させている。 |
| 岩手県       | テレビ岩手     | 1986年10月20日 - 1987年10月2日は読売テレビと同一編成                                                                                                |
| 宮城県       | ミヤギテレビ   | 1986年10月20日 - 1987年10月2日は読売テレビと同一編成                                                                                                |
| 秋田県       | 秋田放送       | 1992年10月から |
| 山形県       | 山形放送       | 1993年4月から |
| 福島県       | 福島中央テレビ | 1986年10月20日 - 1987年10月2日は読売テレビと同一編成                                                                                                |
| 新潟県       | テレビ新潟     | 1986年10月20日 - 1987年10月2日は読売テレビと同一編成                                                                                                |
| 長野県       | テレビ信州     | |
| 静岡県       | 静岡第一テレビ | 1987年4月6日 - 1988年4月1日は読売テレビと同一編成                                                                                                   |
| 石川県       | テレビ金沢     | 1990年4月の開局から |
| 中京広域圏   | 中京テレビ     | 一時「ytv帯ドラマ」の日テレと同一の編成としていた局向けの送出局 1986年10月20日 - 1988年4月1日は読売テレビと同一編成                                 |
| 山口県       | 山口放送       | 1993年10月から |

### 読売テレビと同一の編成としていた局
- 「ytv帯ドラマ」8:30 - 8:55（同時ネット）・「ルック」8:55 - 10:25（時差ネット）

| 放送対象地域   | 放送局             | 備考                                                                                                |
| -------------- | ------------------ | --------------------------------------------------------------------------------------------------- |
| 近畿広域圏     | 読売テレビ         | 「ytv帯ドラマ」制作局 読売テレビと同一の編成としていた局向けの送出局                                |
| 鳥取県・島根県 | 日本海テレビ       | 1989年10月から1993年10月29日まで                                                                    |
| 岡山県・香川県 | 西日本放送         | 1988年10月2日から                                                                                   |
| 広島県         | 広島テレビ         | 1986年10月20日から 昭和天皇の病状の関係で『吉野物語』開始直後は日本テレビと同一の編成に戻していた。 |
| 福岡県         | 福岡放送           | 1986年10月20日から1993年3月26日まで                                                                 |
| 長崎県         | 長崎国際テレビ     | 1991年4月の開局から1993年10月1日まで                                                                |
| 熊本県         | くまもと県民テレビ | 1986年10月20日から                                                                                  |